# 運動員
| ウィキペディアには「運動員」という見出しの百科事典記事はありません（タイトルに「運動員」を含むページの一覧/「運動員」で始まるページの一覧）。 代わりにウィクショナリーのページ「運動員」が役に立つかもしれません。 |